# Tibioplus
Tibioplus es un género de arañas araneomorfas de la familia Linyphiidae. Se encuentra en la zona paleártica y Alaska.

## Lista de especies
Según The World Spider Catalog 12.0:
- Tibioplus diversus (L. Koch, 1879)
- Tibioplus tachygynoides Tanasevitch, 1989